# Sauvetage sportif
 (janvier 2020).
Si vous disposez d'ouvrages ou d'articles de référence ou si vous connaissez des sites web de qualité traitant du thème abordé ici, merci de compléter l'article en donnant les références utiles à sa vérifiabilité et en les liant à la section « Notes et références ».
Le sauvetage sportif est né en Australie. Il est décrit comme un sport ludique et varié mais aussi une activité citoyenne qui peut être pratiquée par tous et à tout âge. Celui qui pratique ce sport devient autonome et responsable en milieu aquatique. Il saura nager, se sauver et sauver les autres.
C'est un sport qui regroupe plusieurs spécialités, que ce soit dans l'eau ou sur la plage.
Ces spécialités sont inspirées du sauvetage côtier professionnel et de la volonté de « sauver mieux et plus vite ». Cependant, certaines épreuves se sont éloignées dans la pratique du sauvetage réel.
Le matériel utilisé pendant les compétitions est règlementé aux normes de la fédération internationale de sauvetage ILS. La fédération française est affilié à ILSE (fédérations européennes) et à ILS (fédération mondiale).
Les épreuves du sauvetage côtier sont proposées par des commissions sportives mondiales et européennes. La France a repris ces épreuves parfois en modifiant certains points.

## Historique

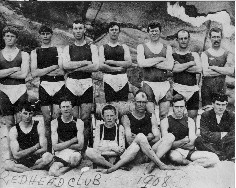
Photographie de 1908 du Redhead Surf Lifesaving Club.

Le sauvetage côtier sportif nous vient d'Australie où il est connu sous le nom de « Surf Life Saving ».
Son origine remonte à septembre 1902, Manly Beach. À cette époque se baigner à l'océan pendant la journée était un acte interdit et puni par la loi. Malgré cela des personnes comme William Gocher ont outrepassé cette loi et par leurs actions, ils ont ainsi forcé le gouvernement de l'époque à autoriser la baignade durant la journée. Petit à petit cette activité est devenue un passe temps national.
Cependant l'océan a très rapidement révélé ses dangers, et des petits groupes de bénévoles expérimentés se sont organisés afin de porter secours aux personnes. C'est le début des clubs de sauvetage côtier au sein desquels l'entraînement fut très vite considéré comme un sport. C'est en effet à partir de 1906 qu'on retrace les premières rencontres de sauveteurs à Bondi Beach (Sydney).
Comme les clubs grandissaient en taille et en nombre, la nécessité de créer un organisme ayant pour but de récolter des fonds ainsi que des aides des autorités locales est devenue une priorité. Le 18 octobre 1907 est formé la New South Wales Surf Bathing Association, qui deviendra plus tard la Surf Life Saving Association of Australia pour devenir enfin en 1991 Surf Life Saving Australia, la fédération Australienne actuellement en place.
Cette fédération s'est développée au point de devenir une organisation unique et nécessaire dans le mode de vie australien.

## Développement international
En novembre 1956, les associations nationales de sauvetage côtier d'Australie, Nouvelle-Zélande, Afrique du Sud, Ceylan, Hawaii, Grande-Bretagne et des États-Unis forment l'International Council of Surf Life Saving (I.C.S.L.S.).
En 1971, un congrès est tenu à Sydney, lors duquel tous les membres de l'I.C.S.L.S. fondent une nouvelle organisation internationale appelée World Life Saving (W.L.S.).
Enfin, en 1993, la W.L.S. (à laquelle on rattache le sauvetage côtier sportif, discipline de l'hémisphère Sud) et la Fédération Internationale de Sauvetage aquatique (F.I.S., fondée en 1910 par le Français Raymond Pitet et à laquelle on rattache le sauvetage en eau plate, plus européen), fusionnent pour devenir l'International Life Saving Federation (I.L.S.). Cette fusion a pris effet lors des Championnats du monde de Sauvetage (eaux plate et côtier) en Grande-Bretagne en septembre 1994.

## Historique du sauvetage côtier sportif en France
Bien que des compétitions en mer aient été organisées avant cette date, c'est en été 1990 qu'a lieu la première Coupe de France de sauvetage côtier à Lacanau, Hossegor et Biarritz. Ces épreuves, organisées par l'Association des Sauveteurs Professionnels de la Côte Aquitaine à l'occasion des étapes du circuit professionnel de surf, consistaient en un relais de quatre sauveteurs par équipe, chacun effectuant une course/nage/course avec des palmes.
À la suite d'une rencontre entre le sauveteur australien Adam Sambrook (Gold Coast) et Eric Petron en été 1992, un échange professionnel fut envisagé avec l'aide de Gilles Bouvier à La Jenny dans la commune de Le Porge en Gironde. David Shields (Gold Coast) fut le premier Australien à travailler en France en été 1993. Parallèlement à ce début d'échange, Adam Sambrook et David Shields envoyèrent par conteneur du matériel qu'on avait encore jamais vu en France : six planches de sauvetage côtier, un kayak de sauvetage côtier et six bouées tubes arrivés à Bordeaux en septembre 1993.
Dans le but d'essaimer le sauvetage sportif, l'A.S.P.C.A. fut dissoute en septembre 1993 pour donner naissance à plusieurs associations. Enfin, pour pouvoir participer au Championnat du monde de 1994 et pour continuer à développer le sauvetage côtier sportif, ces associations s'affilièrent à la Fédération française de sauvetage et de secourisme, seul organisme en France reconnu par l'I.L.S. La France a donc été représentée aux épreuves de sauvetage côtier pour la première fois de son histoire en septembre 1994 lors des Championnats du monde à Newquay (GB) et le premier Championnat de France officiel a eu lieu en été 1995 à Lacanau, pour la 1re journée et Hossegor pour la 2e journée.

## Pratique
Le sauvetage côtier peut se pratiquer sur lac, rivière, étang, océan, mer… À partir du moment ou celui-ci ne présente pas de danger pour les apprenants. Pour commencer la pratique il vaut mieux s’acclimater au milieu et au matériel, sur un plan d’eau calme. Surtout pour le surf ski.
Au fur et à mesure de l’apprentissage l’apprenant peut évoluer dans des conditions variables. L’intérêt à long terme, est de pouvoir pratiquer sur tout type de plan d’eau (calme, venté, avec des vagues…).
La pratique du surf ski est longue, les plus jeunes peuvent être initiés sur des kayaks en plastique. En ce qui concerne les compétitions de sauvetage côtier, le programme sera très souvent modifié en fonction des conditions de houle, de vent, de marée…mais n’est-ce pas là une preuve d’adaptabilité que nous[Qui ?] essayons de développer chez les sauveteurs.

## Épreuves
Le Sauvetage Sportif se caractérise par deux spécialités :
- Le sauvetage en eau plate
- Le sauvetage côtier.

La Fédération française de sauvetage et de secourisme a pour devise : « préserver et sauver ».
En France, les catégories d'âge sont :
- 6 à 9e année (avenir)
- 10/11e année (poussins)
- 12/13e année (benjamins)
- 14/15e année (minimes)
- 16/17e année (cadets)
- 18/19e année (juniors)
- 20/29e année (seniors)
- 30/39e année (master 1)
- 40/49e année (master 2)
- 50/59e année (master 3)
- 60 et + (master 4)

Des championnats du monde sont organisés tous les deux ans avec quelques nations parmi les 113 membres de l’I.L.S. (International Life Saving). Ils concernent les seniors (par nation et par club) et les masters (de 5 ans en 5 ans à partir de 30 ans). 
L'Australie, pays d'origine de ce sport, connaît un championnat national aussi important que le football en Europe. L'hémisphère sud compte là-bas déjà une multitude de sportifs professionnels répartis dans des clubs de sauvetage installés sur chaque plage locale. 
Des magazines spécialisés relatent leurs exploits et les chaînes de télévisions diffusent les compétitions sur les chaînes nationales tandis que de grandes sociétés communiquent ce sport énergique et mordant.

### Les épreuves en eau plate

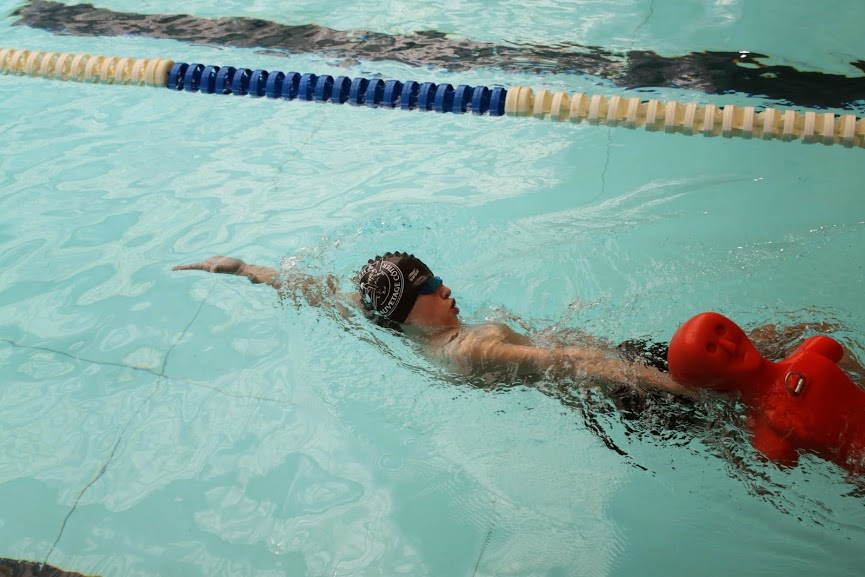
Remorquage de mannequin.

Le sauvetage en eau plate représente l’ensemble des épreuves sportives se pratiquant en piscine.
On dénombre six épreuves individuelles et cinq épreuves d'équipe. Le déroulement des épreuves se mesure en temps : les huit meilleures réalisations chronos lors des séries qualificatives donnent accès à la finale des épreuves en eau plate. 
Il existe là aussi non seulement la recherche de la meilleure place mais aussi la recherche de la meilleure performance chronométrique (meilleure performance, records de France, records d’Europe, du monde...)
En individuel : 
- 50 m mannequin : Cette épreuve se court sur 50 m. Elle symbolise la recherche de la personne en détresse et son remorquage en surface en un minimum de temps. Après avoir parcouru 25 m en nage libre, le sauveteur plonge vers le mannequin placé entre 1,80 m et 3 mètres de profondeur, le remonte et le remorque sur 25 m (à noter que le mannequin de la catégorie poussin est flottant, que celui de la catégorie benjamin est de 40 kg et que le mannequin de toutes les autres catégories est de 80 kg. À noter aussi que depuis 2013, le mannequin étant considéré comme noyé peut avoir la tête sous un liseré d'eau (valable pour toutes les épreuves).
- 100 m, 200 m obstacles : Un obstacle de 2,50 m sur 70 cm est placé à 12,50 m du bord. À chaque passage, le nageur doit passer sous cet obstacle. Cette épreuve simule le passage de vague par le sauveteur lors de la recherche d’une personne en détresse dans un minimum de temps (à noter que seuls les poussins et les benjamins réalisent un parcours de 100 m mais peuvent réaliser un parcours de 200 m, ce choix appartient au organisateur de la compétition).
- 100 m remorquage du mannequin avec palmes : Le nageur effectue 50 m en nage libre avec palmes, récupère un mannequin au fond de l'eau situé entre 1,80 m et 3 mètres, puis le remorque sur 50 m sans que le mannequin n'ait la tête sous l'eau (à noter que les poussins ne réalisent pas cette épreuve).
- 100 m combiné de sauvetage : Le nageur effectue un 50 m nage libre, de suite après le virage il poursuit une apnée de 17,50 m, récupère un mannequin puis le remorque sur 32,5 m (à noter que l'épreuve n'est pas réalisé par les poussins et les benjamins).
- 100 m sauvetage du mannequin avec palmes et bouée tube (Lifesaver) : Le nageur effectue 50 m nage libre avec une bouée tube et des palmes, récupère un mannequin au bout du bassin, le « clipse » à l'aide de sa « bouée tube », puis revient sur 50 m nage libre palmes en tirant le mannequin (à noter que le mannequin n'est rempli qu'à la moitié ; que ce dernier « doit » être tenu par un membre du club du nageur et que ce dernier « doit » avoir le bonnet et le T-shirt de son club ; et enfin à noter que les benjamins et les poussins réalisent l'épreuve sans mannequin)
- 200 m super sauveteur : Le nageur effectue 75 m de nage libre, récupère un Mannequin au fond de l'eau situé entre 1,80 m  et 3 m, puis le tracte sur 25 m ; chausse une paire de palmes et enfile sa bouée tube, effectue 50 m nage libre palmes et « bouée tube », récupère un mannequin au bout du bassin, le « clipse » à l'aide de sa « bouée tube », puis revient sur 50 m nage libre palmes tout en tirant le mannequin derrière lui (à noter que le mannequin servant au « clipsage » est soumis au même restriction que pour le 100 m sauvetage mannequin-palme et bouée tube ; et à noter que les benjamins et les poussins ne réalisent pas cette épreuve).

En équipe : 
- Relais 4 × 50 m obstacles : quatre nageurs se relayent sur 50 m en passant sous des obstacles placés à 12,50 m du bord.
- Relais 4 × 25 m mannequin : quatre  nageurs se relayent sur 25 m et remorquent un mannequin en surface.
- Relais 4 × 50 m bouée tube : l'équipe se compose de quatre  nageurs. Le premier part en 50 m nage libre, le second en 50 m nage libre avec palmes, le troisième en 50 m nage libre avec bouée tube. Le quatrième, palmé reçoit le harnais et part sur 50 m tirant derrière lui le troisième accroché. Celui-ci ne s'aidant que des jambes.
- Relais lancer de corde (Line Throw) : cette épreuve est chronométrée, un sauveteur lance une corde à un membre victime de son équipe situé dans l'eau à approximativement 12,5 m et le tire vers le mur d'arrivée de la piscine.
- SERC : épreuve de simulation de sauvetage, qui propose à une équipe de quatre sauveteurs de résoudre différentes situations de détresse et ce dans un temps limite.

### Les épreuves côtières

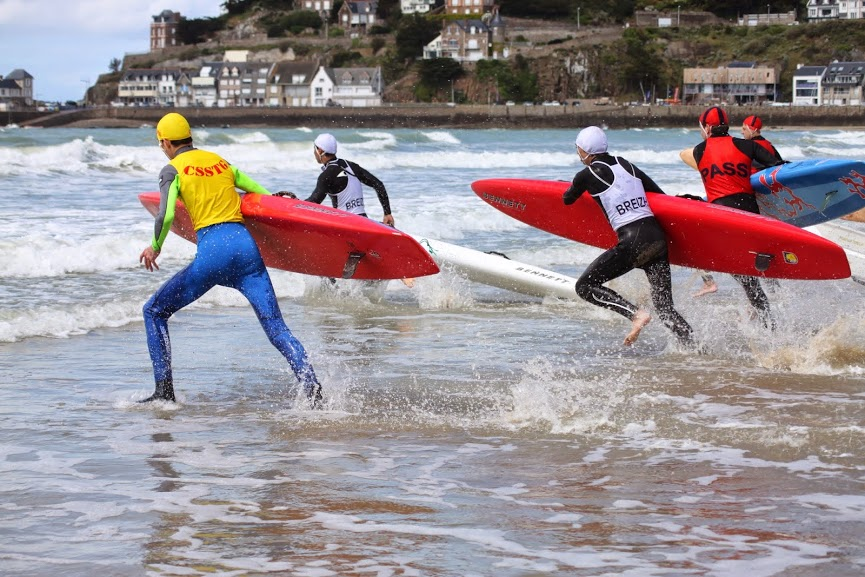
Départ paddle board.

Ces spécialités sont inspirées du sauvetage côtier professionnel et de la volonté de « sauver mieux et plus vite ». Le sauvetage côtier regroupe les épreuves se pratiquant sur sable et sur plan d'eau (mer, océan, lac). On dénombre sept épreuves individuelles et quatre épreuves par équipe sous forme de relais.
Individuel : 
- Course à pied (Sprint) : un sauveteur court sur une distance de 90 m sur le sable.
- Éventuellement 2 km course : course de 2 km sur sable.
- Nage (Surf Race) : les sauveteurs s'élancent d'une ligne de départ, nagent jusqu'à une ou plusieurs bouées, qui symbolisent un noyé, et reviennent jusqu'à la plage le plus rapidement possible.
- Board Race (Paddle Board) : les sauveteurs s'élancent d'une ligne de départ, rament avec leur planche jusqu'à une ou plusieurs bouées, qui symbolisent un noyé, et reviennent jusqu'à la plage le plus rapidement possible.
- Surf ski (Ski race) : le départ se fait dans l'eau et les sauveteurs doivent effectuer un parcours avec leur surf ski (kayak de mer) délimité par des bouées, avant de revenir vers la plage pour passer la ligne d'arrivée matérialisée par deux drapeaux dans l’eau.
- Bâtons musicaux (Beach flag) : les sauveteurs sont couchés sur le sable à plat ventre, dos aux bâtons qui sont plantés sur une ligne parallèle à la ligne de départ mais distante de 20 m. Il y a un bâton en moins que de participants. Au signal, les compétiteurs se redressent, se retournent et se jettent en sprint sur 1 des bâtons. Celui qui reste sans bâton est éliminé
- Combiné de sauvetage côtier (Océanman Race) : les sauveteurs nagent sur une distance de 400 m, réalisent un parcours avec planche, un parcours surf ski et une course sur le sable (l'ordre des épreuves est tiré au sort).

En équipe : 
- Relais sprint sur sable (Beach relay) : quatre sauveteurs se relaient sur une distance de 4 fois 90 m en se passant un témoin (bâton)
- Relais Sauvetage Bouée Tube (Rescue Tube rescue Race) : quatre sauveteurs sont nécessaires pour ce relai. Le premier nage jusqu'à une bouée, lorsqu'il est arrivé à cette bouée, il lève son bras pour donner le signal de départ au deuxième sauveteur qui s'élance avec une paire de palmes et une bouée tube. Il doit aller le plus rapidement possible « sauver » le premier sauveteur qui joue le rôle de la victime. Le sauveteur muni de la bouée tube va « clipser » sa victime et va la ramener jusqu'à la plage le plus vite possible. La les deux autres sauveteurs vont saisir la victime par les bras et la tirer jusqu'à la ligne d'arrivée.
- Relais Sauvetage en Planche (Rescue Board Rescue Relay) : le premier sauveteur part de la plage et nage jusqu'à une bouée. Une fois arrivé, il donne un signal au deuxième sauveteur. Le deuxième part de la plage avec la planche, récupère son équipier à la bouée, et revient à deux sur la planche, en terminant finalement par un sprint sur la plage avec la planche.
- Relais Combine de Sauvetage (Taplin Relay) : c'est un « Océanman » en équipe, quatre sauveteurs se relayent et réalisent chacun une des épreuves (sprint, nage, planche et kayak)
- Relais Planche de Sauvetage : parcours de planche effectué par quatre relayeurs
- Relais Nage : parcours de Nage effectué par quatre relayeurs.
- Team Race: parcours de Nage effectuer en équipe les quatre compétiteurs de chaque équipe part en même temps.
- Double ski : parcours de surfski biplace.
- Le surfboat : le surfboat, avec son bateau de près de 300 kilos et ses rames atteignant près de 5 mètres, ses quatre boaties (rameurs) et son sweper (barreur), est une course très spectaculaire avec son parcours aller de près de 400 m en passant à travers des déferlantes dépassant parfois deux mètres, et son retour de même distance en surf.

## Compétitions

### Internationales
- Jeux mondiaux
- Championnats du monde de sauvetage sportif
- Arena Rescue

### Nationales
- Championnat de France de Sauvetage Sportif
- Championnat de France UNSS de Sauvetage Sportif
- Jeux du Québec (2014)

## L'École Nationale de Sauvetage (ENS)
La Fédération Française de Sauvetage et de Secourisme a mis en place une École Nationale de Sauvetage (E.N.S.) pour garantir un enseignement de qualité, en toute sécurité par des encadrants aux compétences reconnues.
Le programme E.N.S. : 
- Apprentissage et perfectionnement des 4 nages
- Initiation et perfectionnement aux techniques de sauvetage sportif et utilitaire
- Initiation et perfectionnement aux techniques de secours et secourisme
- Respect de l'environnement
- Découverte des différents milieux aquatiques (eau fermée, eau ouverte…)

Les tests E.N.S. s'acquièrent au fur et à mesure de l'évolution de l'enfant et permettent aux jeunes enfants de découvrir le sauvetage et de s'épanouir dans un sport tout en apprenant à sauver une vie.
L'École Nationale de Sauvetage reconnaît : 
- 6 degrés de capacité en sauvetage en eau plate, « les bouées »
- 7 degrés de capacité en sauvetage côtier, « les bonnets »